# Sino Steel International Plaza T2
La Sino Steel International Plaza T2 est un gratte-ciel en construction à Tianjin en Chine. Il s'élèvera à 358 mètres.